# Hilaire Belloc
Hilaire Joseph Pierre Belloc (27. července 1870, La Celle-Saint-Cloud – 16. července 1953, Guildford, Surrey) byl britský spisovatel francouzského původu.

## Životopis
Belloc byl synem právníka a studoval na Oxfordu a na Gray’s Inn v Londýně. V letech 1906 až 1910 byl členem parlamentu. V této době začal působit také jako novinář. Spolu s Chestertonem byl Belloc zástupcem katolicismu a oponentem Shawa a Wellse.
Belloc během svého života publikoval přes sto titulů různých žánrů.
Zemřel několik dní před svými 83. narozeninami.

## Dílo (výběr)
Dopisy
- Robert Speaight (Hrsg.): Letters from Hilaire Belloc. Hollis & Carter, Londýn 1958.

Eseje
- A conversation with an angel, 1928
- A conversation with a cat, 1931
- A change in the cabinet
- The Jews. An essay, 1922
- Pongo and the bull''
- The servile state, 1912

Literatura pro děti a mládež
- Cautionary Tales for Children, 1907
- Matilda, who told such dreadful lies and was burned to death

Lyrika
- Complete verse Duckworth Press, Londýn 1981, ISBN 0-7156-0533-X.
- Sonnets and verse. Duckworth Press, Londýn 1978, ISBN 0-7156-0345-0.

Romány
- Emmanuel Burden. Merchant of Thames St. in the City of London, exporter of hardware.
- Mr. Clutterbuck’s election. A novel. Nelson Books, Londýn 1908 (Nelson Library).
- Mr. Petre, 1925

Literatura faktu
- The French Revolution, 1900
- Advice
- The path to Rome, 1902
- Napoleon.
- Cromwell
- Marie-Antoinette, 1909
- An essay on the restoration of property
- Richelieu, 1929
- James II
- The historic Thames. A portrait of England's greatest river
- Danton. A biography
- Robespierre. A study